# American Grafishy
American Grafishy – czwarta płyta zespołu Flipper wydana w 1993 roku przez firmę Def American.

## Lista utworów
1. „Someday”
2. „Flipper Twist”
3. „May the Truth Be Known”
4. „We're Not Crazy”
5. „Fucked Up Once Again”
6. „Exist Or Else”
7. „Distant Illusion”
8. „Telephone”
9. „It Pays to Know”
10. „Full Speed Ahead”

## Muzycy
- Bruce Loose - wokal
- Ted Falconi - gitara
- John Dougherty - gitara basowa
- Steve DePace - perkusja